# 1413 км (колійний пост)
1413 км (Дмитрове) — колійний пост Одеської дирекції Одеської залізниці на лінії Роздільна I — Подільськ.
Розташований поблизу села Полішпакового Великомихайлівського району Одеської області між станціями Мигаєве (8 км) та Веселий Кут (7 км). 
Відкритий у 1969 році. На платформі зупиняються приміські поїзди